# Advertência de perigo GHS
A advertências ou indicações de perigo ou Frases H (de hazard, do inglês para «perigo») são frase que, atribuídas a uma classe de perigo e categoria que descrevem a natureza dos perigos de uma substância ou mistura perigosa, incluindo, se for caso disso, o grau de perigo que podem ser traduzidas em diferentes idiomas. Formam parte do Sistema globalmente harmonizado de classificação e rotulagem de produtos químicos (GHS). Como tal, eles têm a mesma finalidade como as frases R conhecidos, que que se destinam a substituir.
As Frases H aparecem no Anexo III do Regulamento 1272/2008. A partir de 1° de junho de 2015 esse regulamento revogará a Diretiva 67/548/CEE e substituirá as Frases R.